# 昆特侖理工大學
昆特侖理工大學（英語：Kwantlen Polytechnic University，簡稱KPU），或翻譯為昆特蘭理工大學，是一所位於加拿大英屬哥倫比亞省大溫哥華地區的公立理工大學，也是加拿大大專院校聯盟、國際大學協會、加拿大社區學院聯盟、大英國協大學協會、加拿大國際教育局、和加拿大大學新聞社成員之一。學校在素里市的紐頓區、克洛佛代爾區、和懷利區（市中心）、以及列治文市、和蘭里區設有五座校區。
昆特侖理工大學是加拿大唯一的理工大學、英屬哥倫比亞省最大的教學大學（The largest teaching university in British Columbia）、以及加拿大大溫哥華地區大學綜合排名第三名。加拿大的環球郵報（The globe and mail）和麥克林雜誌（Maclean's）都把昆特侖理工大學的多重表現納入加拿大優秀高等教育機構。
昆特侖理工大學擁有加拿大西部第二大的商學院，同時也是第一所得到美國商學院聯盟（ACBSP）認證的加拿大本科商學院，全省三所得到加拿大管理學院（Canadian Institute of Management）認證的機構的其中一個。
昆特侖理工大學的設計學院在加拿大處於領先地位。2019年被 Business of Fashion（BoF）雜誌評為加拿大最佳，世界前列，是加拿大唯二可以授予時尚設計學位的大學。
根據2019年英屬哥倫比亞省政府的 BC Student Outcomes 調查結果，昆特侖理工大學的學士學位畢業生就業率為96%。

## 歷史
昆特侖理工大學的前身為道格拉斯學院（Douglas College）菲沙河南岸校區(現列治文校區)。該校區於1981年脫離道格拉斯學院成為一所獨立的大專院校，並以該校其所在地原為昆特侖第一民族傳統領域的族名命名為昆特侖學院（Kwantlen College）；該族的酋長喬·蓋布瑞（Joe Gabriel）批准該校使用「昆特侖」一詞，意思為“永不疲倦的跑者”。素里校區於1990年啟用，主校區由列治文校區遷移至素里校區。蘭里校區則於1993年啟用。1995年，昆特侖學院獲省政府授權頒發學士學位，並改為昆特侖大學學院（Kwantlen University College）。克洛佛代爾校區（現稱"技術校區"）於2007年啟用。
昆特侖大學學院從2000年代中期起向省政府爭取升格為大學。2008年4月22日，省政府宣佈批准該校升格為大學，並改名為昆特侖理工大學；該校的大學資格和新名稱於同年9月2日生效。
市民廣場校區於2019年春季在素里市中心（懷利區）的新摩天大樓 3 Civic Plaza 啟用。

## 校區

### 素里校區（KPU Surrey）

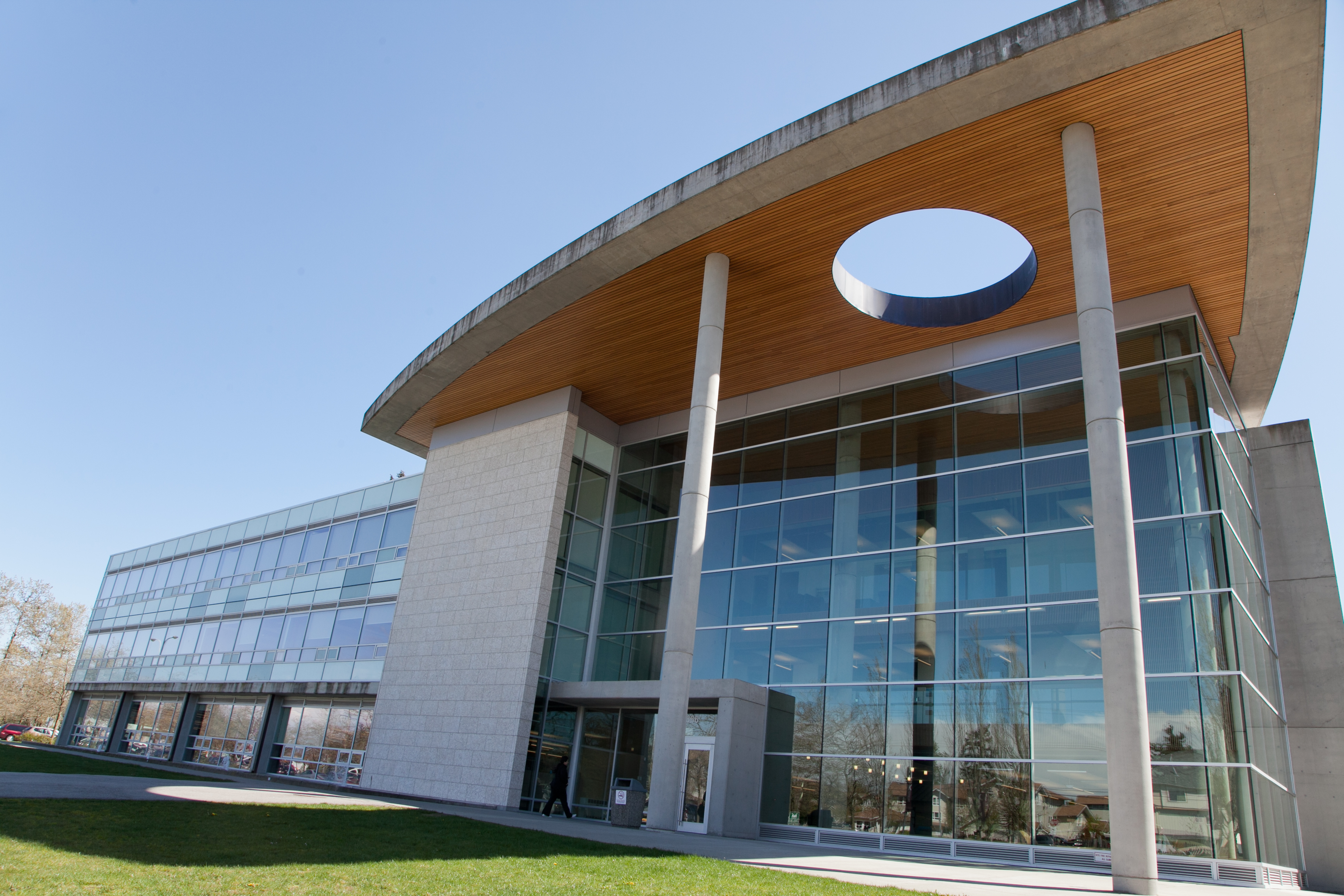
素里校區

昆特侖理工大學的主校區，是五個校區中規模最大的校區，並提供涵蓋多個學院課程，是商學院和校長辦公室的主要所在地。昆特侖理工大學的體育館和健身中心以及許多娛樂設施都位於此校區。

### 列治文校區（KPU Richmond）

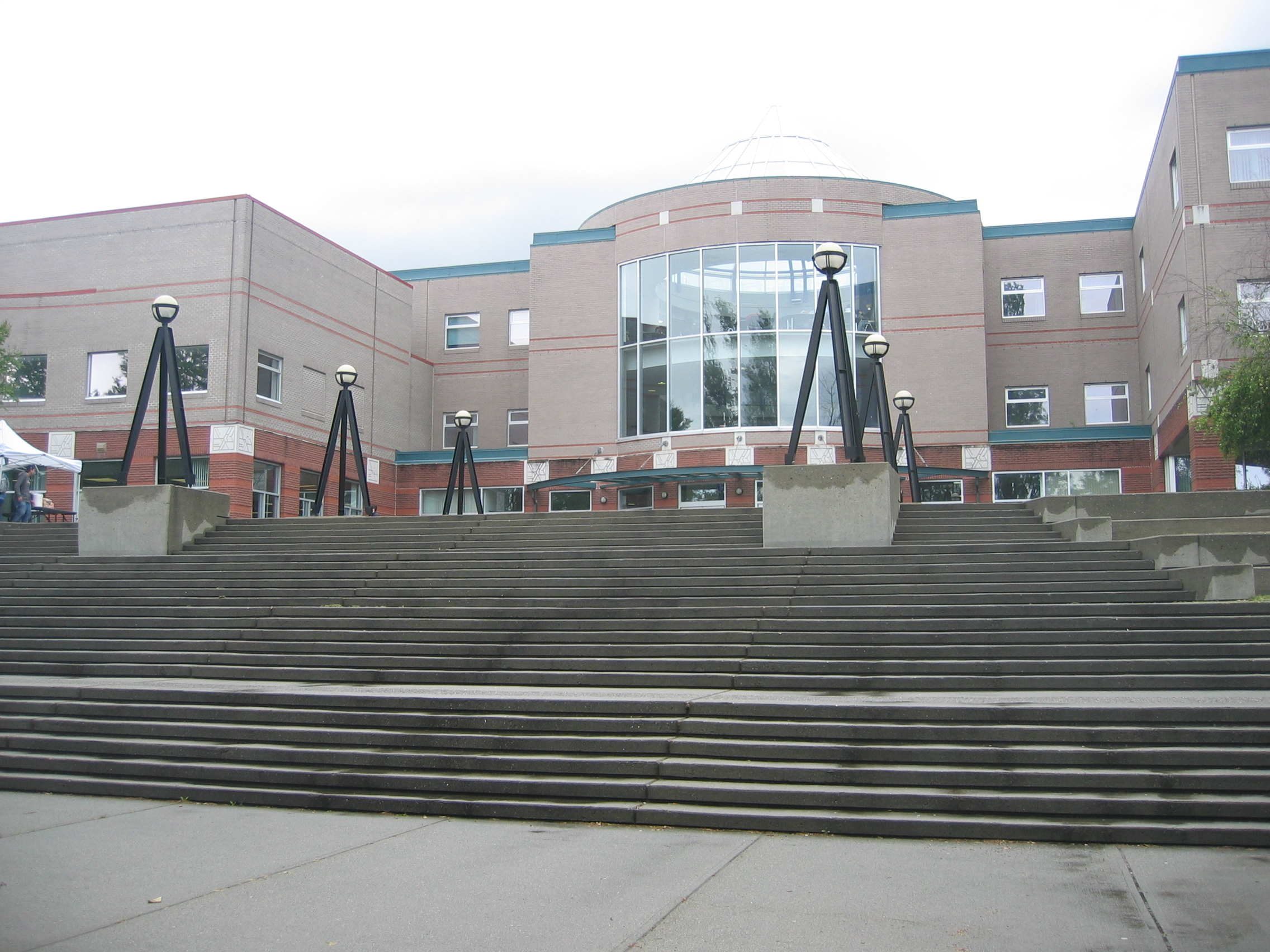
列治文校區

列治文校區是昆特侖理工大學的第一個校區，於1981年從道格拉斯學院脫離出來時成立。2018年，校區進行了重大翻新，並增設了威爾遜設計學院。時尚設計，以及許多藝術和商業課程都位於此校區。

### 蘭里校區（KPU Langley）
蘭里校區是科學與園藝學院的所在校區，該校區設有實地實驗室、溫室、花園、以及設有帶有工業標準設備的生物學，釀造，化學，物理和地質實驗室。蘭里校區也是音樂課程的所在校區，設有表演空間和禮堂。

### 技術校區（KPU Tech）
技術校區（原稱克洛佛代爾校區，KPU Cloverdale），於2007年4月啟用。技術校區大樓被認證為LEED金牌大樓。技術校區是昆特侖理工大學的貿易與技術學院的所在地，提供家電維修、汽車維修、木工、家具、石工、零件和倉儲、焊接、水電、和CADD技術等技職教育課程。

### 市民廣場校區（KPU Civic Plaza）
市民廣場校區是最新、最小的校區。於2019年春季在素里市中心（懷利區）的新摩天大樓 3 Civic Plaza 啟用。此校區的重點提供商學院的研究生文憑、和學士後文憑，以及進修與專業研究部門課程。

## 學院與科系
昆特侖理工大學共有7所學院，提供120多種不同的研究生文憑（Graduate Diploma）、學士後文憑（Post Baccalaureate Degree）、學士學位（Baccalaureate Degree）、副學士學位（Associate Degree）、文憑（Diploma）、和證書（Certificate）等本科及技職教育課程。
- 學術與職業發展學院（Faculty of Academic & Career Preparation （页面存档备份，存于））
- 文學院（Faculty of Arts （页面存档备份，存于））
  - 人類學系（Anthropology （页面存档备份，存于））
  - 亞洲研究學系（Asian Studies （页面存档备份，存于））
  - 諮商學系（Counselling （页面存档备份，存于））
  - 創意寫作學系（Creative Writing （页面存档备份，存于））
  - 犯罪學系（Criminology （页面存档备份，存于））
  - 英語系（English （页面存档备份，存于））
  - 藝術學系（Fine Arts （页面存档备份，存于））
  - 通識教育學系（General Studies （页面存档备份，存于））
  - 地理系（Geography （页面存档备份，存于））
  - 歷史系（History （页面存档备份，存于））
  - 原住民族社區司法學系（Indigenous Community Justice （页面存档备份，存于））
  - 新聞學系（Journalism （页面存档备份，存于））
  - 語言文化學系（Language and Cultures （页面存档备份，存于））
  - 音樂學系（Music （页面存档备份，存于））
  - 哲學系（Philosophy （页面存档备份，存于））
  - 政策研究學系（Policy Studies （页面存档备份，存于））
  - 政治科學系（Political Science （页面存档备份，存于））
  - 心理學系（Psychology （页面存档备份，存于））
  - 社會學系（Sociology （页面存档备份，存于））
- 衛生學院（Faculty of Health （页面存档备份，存于））
  - 護理學系（Nursing （页面存档备份，存于））
  - 精神科護理學系（Psychiatric Nursing （页面存档备份，存于））
- 科學與園藝學院（Faculty of Science and Horticulture （页面存档备份，存于））
  - 生物學系（Biology （页面存档备份，存于））
  - 化學系（Chemistry （页面存档备份，存于））
  - 健康科學系（Health Science （页面存档备份，存于））
  - 數學系（Mathematics （页面存档备份，存于））
  - 物理系（Physics （页面存档备份，存于））
  - 植物健康學系（Plant Health （页面存档备份，存于））
  - 永續發展農業學系（Sustainable Agriculture （页面存档备份，存于））
  - 城市生態系統學系（Urban Ecosystems （页面存档备份，存于））
- 貿易與技術學院（Faculty of Trades and Technology （页面存档备份，存于））
- 梅爾維爾商學院（Melville School of Business （页面存档备份，存于））
  - 會計學系（Accounting （页面存档备份，存于））
  - 經濟學系（Economics （页面存档备份，存于））
  - 創業領導學系（Entrepreneurial Leadership （页面存档备份，存于））
  - 人力資源管理學系（Human Resources Management （页面存档备份，存于））
  - 資訊科技系（Information Technology （页面存档备份，存于））
  - 行銷學系（Marketing （页面存档备份，存于））
- 威爾遜設計學院（Wilson School of Design （页面存档备份，存于））
  - 時尚設計與技術學系（Fashion Design & Technology （页面存档备份，存于））
  - 行銷平面設計學系（Graphic Design for Marketing （页面存档备份，存于））
  - 室內設計學系（Interior Design （页面存档备份，存于））
  - 產品設計學系（Product Design （页面存档备份，存于））

## 國際交流[22]
| - 歐洲 - 比利時：根特大學 - 法國：巴黎第二大學 - 法國：圖盧茲商學院 - 德國：柏林經濟與法律應用科學大學 - 德國：慕尼黑應用科技大學 - 冰島：雷克雅未克大學 - 愛爾蘭：沃特福德理工學院 - 荷蘭：阿姆斯特丹應用科學大學 - 英國：赫瑞瓦特大學 - 英國：中央蘭開夏大學 - 英國：諾丁漢特倫特大學 - 英國：亞伯泰丹地大學 - 大洋洲 - 澳洲：墨爾本皇家理工大學 - 澳洲：中央昆士蘭大學 | - 亞洲 - 中華人民共和國：西南大學 - 中華人民共和國：廣東外語外貿大學 - 中華人民共和國：上海第二工業大學 - 香港 ：香港樹仁大學 - 日本：東洋大學 - 日本：長崎外國語大學 - 韓國：韓國外國語大學 - 韓國：國民大學 - 中華民國(臺灣)：實踐大學 - 越南：墨爾本皇家理工大學越南校區 - 美洲 - 巴西：米納斯吉拉斯州天主教大學 - 巴西：南大河天主教大學 - 墨西哥：阿特瑪雅克山谷大學 |

## 著名校友
- 萊恩·雷諾斯，加拿大演員、製片人及編劇。

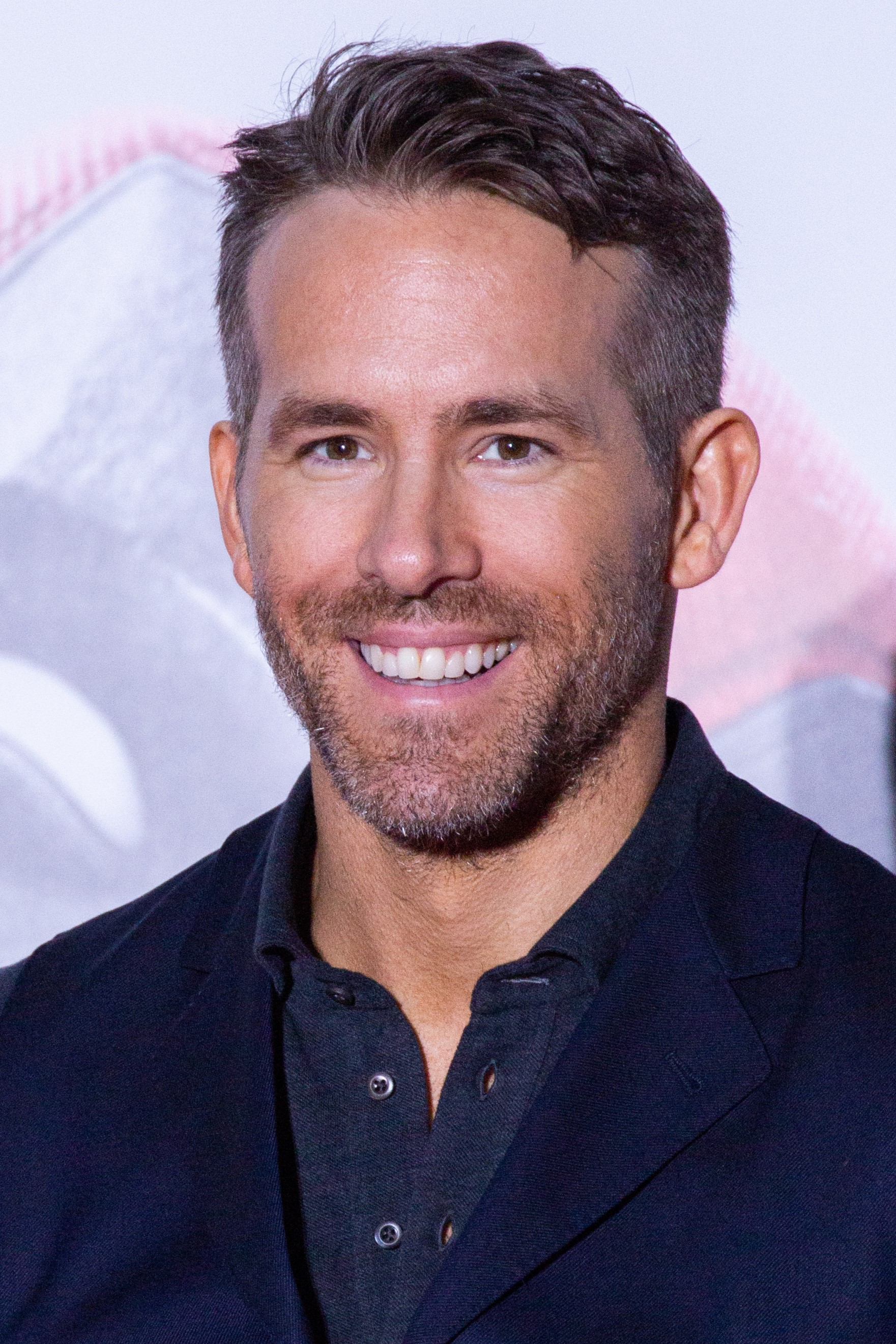
萊恩·雷諾斯（Ryan Reynolds），加拿大演員

- 岑麗香，香港演員、2009年溫哥華華裔小姐冠軍、及2010年國際中華小姐冠軍。
- 陳婉衡，香港演員。
- 司徒頌曦，加拿大演員。
- 梅根·麥克尼爾（英语：Megan McNeil），加拿大歌手。
- 布拉德·斯瓦伊（英语：Brad Swaile），加拿大配音演員。
- 桑尼·阿蘇（英语：Sonny Assu），加拿大當代藝術家。
- 安德烈·格蘭特（英语：Andrea Grant），加拿大詩人。
- 林賽·胡迪瑪（英语：Lindsay Hudyma），加拿大冰壺手。
- 泰勒·塔迪（英语：Tyler Tardi），加拿大冰壺手。
- 霍利·貝內特-阿瓦德（英语：Hawley Bennett-Awad），加拿大前夏季奧林匹克運動會馬術運動員。
- 科里·科斯基（英语：Corey Koskie），加拿大前美國職業棒球大聯盟球員。
- 亞倫·吉爾（英语：Aaron Guiel），加拿大前美國職業棒球大聯盟、及前日本棒球機構球員。
- 傑西卡·亞尼夫（英语：Jessica Yaniv），加拿大跨性別活動家。

## 外部連結
- （英文）Kwantlen Polytechnic University （页面存档备份，存于）－昆特侖理工大學官方網站
- （英文）Kwantlen Faculty Association－昆特侖教職員工會網站
- （英文）Kwantlen Student Association Website （页面存档备份，存于）－昆特侖學生會網站